# Gare de Shin-Ōkubo
La gare de Shin-Ōkubo (新大久保駅, Shin-Ōkubo-eki) est une gare ferroviaire de la ville de Tokyo au Japon. Elle est située dans l'arrondissement de Shinjuku, au centre du quartier coréen de Tokyo. Elle est desservie par la ligne Yamanote de la JR East.

## Situation ferroviaire
La gare de Shin-Ōkubo est située au point kilométrique (PK) 11,9 de ligne Yamanote.

## Histoire
La gare a été inaugurée le 15 novembre 1914.

## Services aux voyageurs

### Accès et accueil
La gare dispose d'un bâtiment voyageurs, avec guichet, ouvert tous les jours.

### Desserte
- JY Ligne Yamanote de la JR East:
  - voie 1 : direction Ikebukuro et Ueno
  - voie 2 : direction Shinjuku et Shibuya

### Intermodalité
La gare d'Ōkubo (ligne Chūō-Sōbu) se trouve à proximité de la gare.